# San Giovanni di Medua
San Giovanni di Medua (in albanese Shëngjin) è una frazione del comune di Alessio in Albania (prefettura di Alessio).
Fino alla riforma amministrativa del 2015 era comune autonomo, ma dopo la riforma è stato accorpato, insieme agli ex-comuni di Balldren i Ri, Blinisht, Dajç, Kallmet, Kolsh, Shënkoll, Ungrej e Zejmen, a costituire la municipalità di Alessio. La città è una destinazione turistica in crescita, ben nota per le sue spiagge e le strutture ricettive; ed è sede di uno dei porti di ingresso dell'Albania.

## Geografia fisica

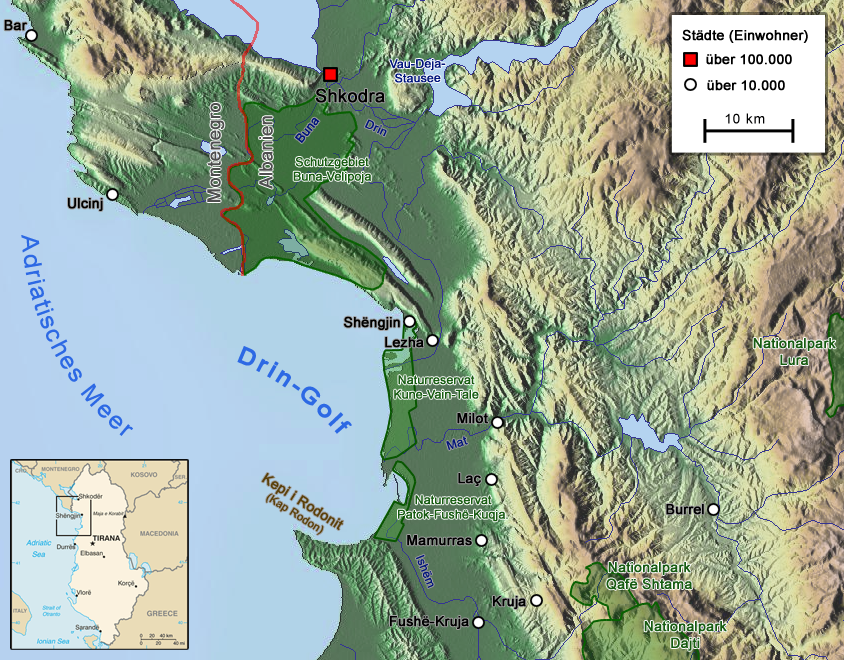

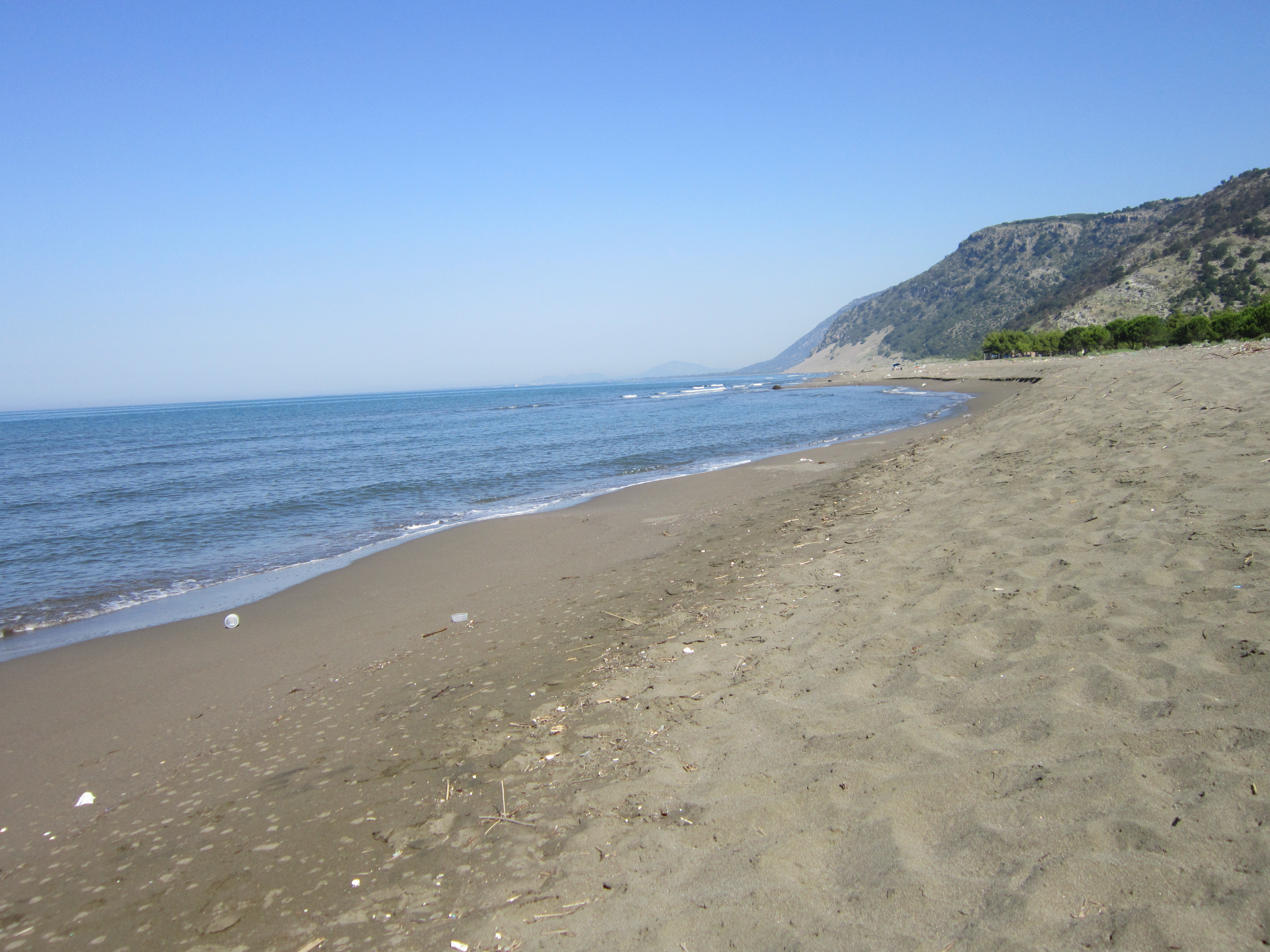
Le dune costiere della spiaggia di Rana e Hedhun

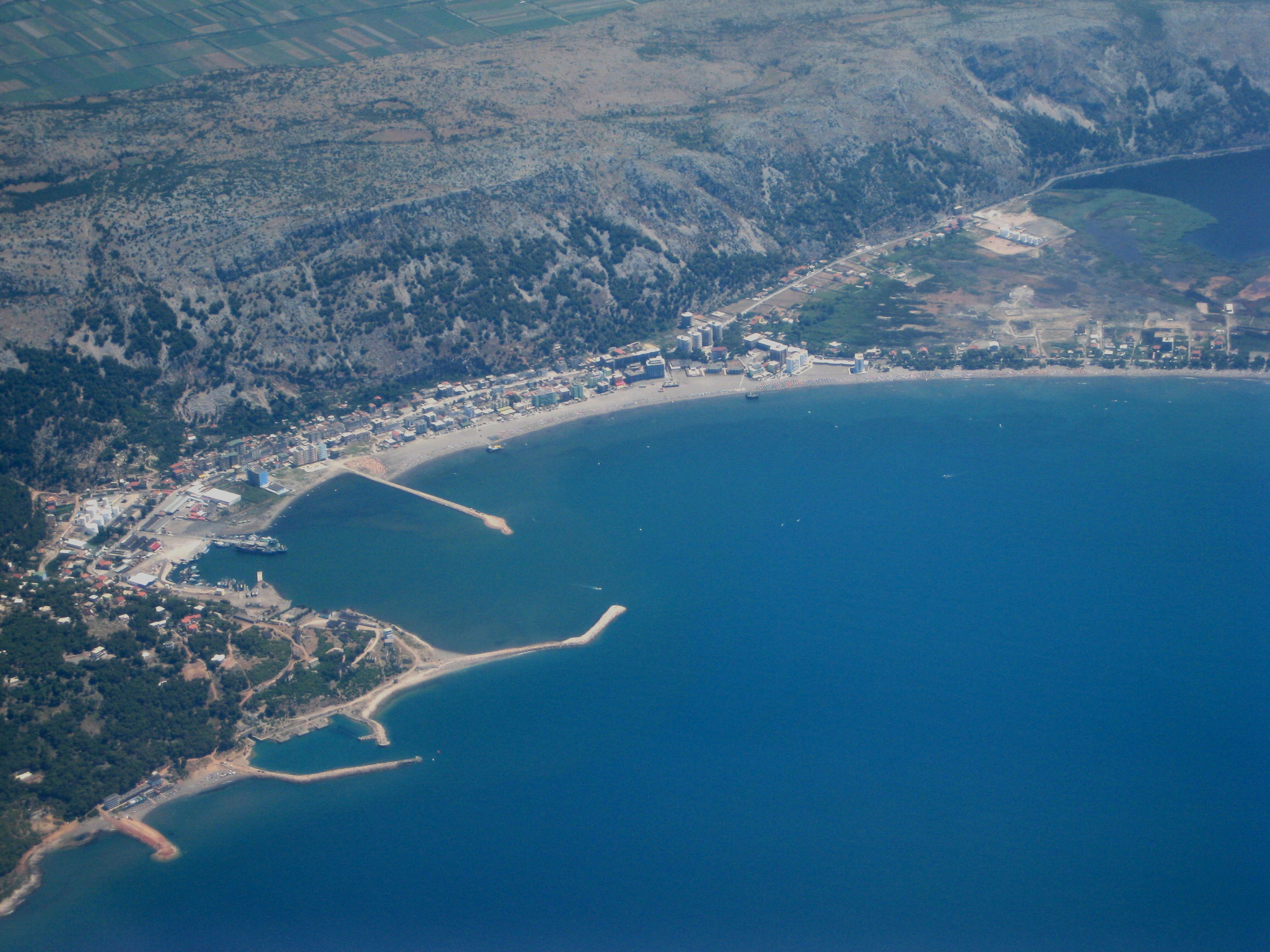
Vista aerea di San Giovanni di Medua

È situata all'estremità settentrionale di un ampio golfo a 7 km dal capoluogo provinciale di Alessio. A sud della città si trova la zona lagunare del delta del fiume Drin, che forma l'oasi naturalistica protetta Kuna-Vaini. Qui si trova un porto, aperto nel 2009, che collega la città a Bari. È un luogo dotato di un panorama gradevole e un mare pulito, circondato da montagne non molto alte ma con una roccia particolare. Negli ultimi anni la città ha subito una profonda evoluzione, soprattutto attraverso lo sviluppo dell'edilizia.

## Storia
Secondo la tradizione, Giulio Cesare sarebbe sbarcato in questo luogo nel corso della guerra contro Pompeo. Nel 1313 la città venne attestata per la prima volta con il nome di San Giovanni di Medua.
Nel periodo ottomano, siccome il centro dei commerci venne spostato a Scutari e Dulcigno, la città perse sempre più importanza, al pari della vicina Alessio. A partire dagli anni novanta del XX secolo il porto ha conosciuto una ripresa dei commerci e le spiagge cittadine hanno visto un crescente afflusso di turisti.

## Geografia antropica

### Località
La frazione è formata dall'insieme delle seguenti località:
- San Giovanni di Medua (Shëngjin)
- Ishull Shëngjin
- Ishull Lezhë
- Mali Shëngjin
- Mali Rrenc

## Economia
La città portuale sta vivendo dalla fine degli anni 1990 una forte conversione industriale. Con i proventi del turismo balneare è stato investito e costruito molto. Il porto è in sintonia con il porto di Valona, il terzo più grande del paese, ma economicamente non molto importante, anche se è l'unico a nord di Durazzo, il più grande porto di Albania. Nel 2009 sono state trattate merci per un peso complessivo di 369 000 tonnellate.
In estate la spiaggia si popola di molti albanesi provenienti dal Kosovo. La città è ancora in via di sviluppo, il che fa prefigurare che ben presto sarà un centro molto importante sia dell'Albania del nord che dell'intero paese.
Dal 2019, il festival di musica elettronica UNUM si è svolto a Rana e Hedhun, il primo evento di questo tipo organizzato sulla costa dell'Adriatico in Albania, entrando in competizione con eventi simili lungo la Riviera albanese.

## Infrastrutture e trasporti
Stretta tra lagune, mare e colline, San Giovanni di Medua è accessibile solo da Alessio su una strada stretta tra la laguna e le colline. Lungo la costa a nord o sud non ci sono strade.

## Amministrazione

### Gemellaggi
San Giovanni di Medua è gemellata con:
- San Filippo del Mela
- Viareggio

## Galleria d'immagini

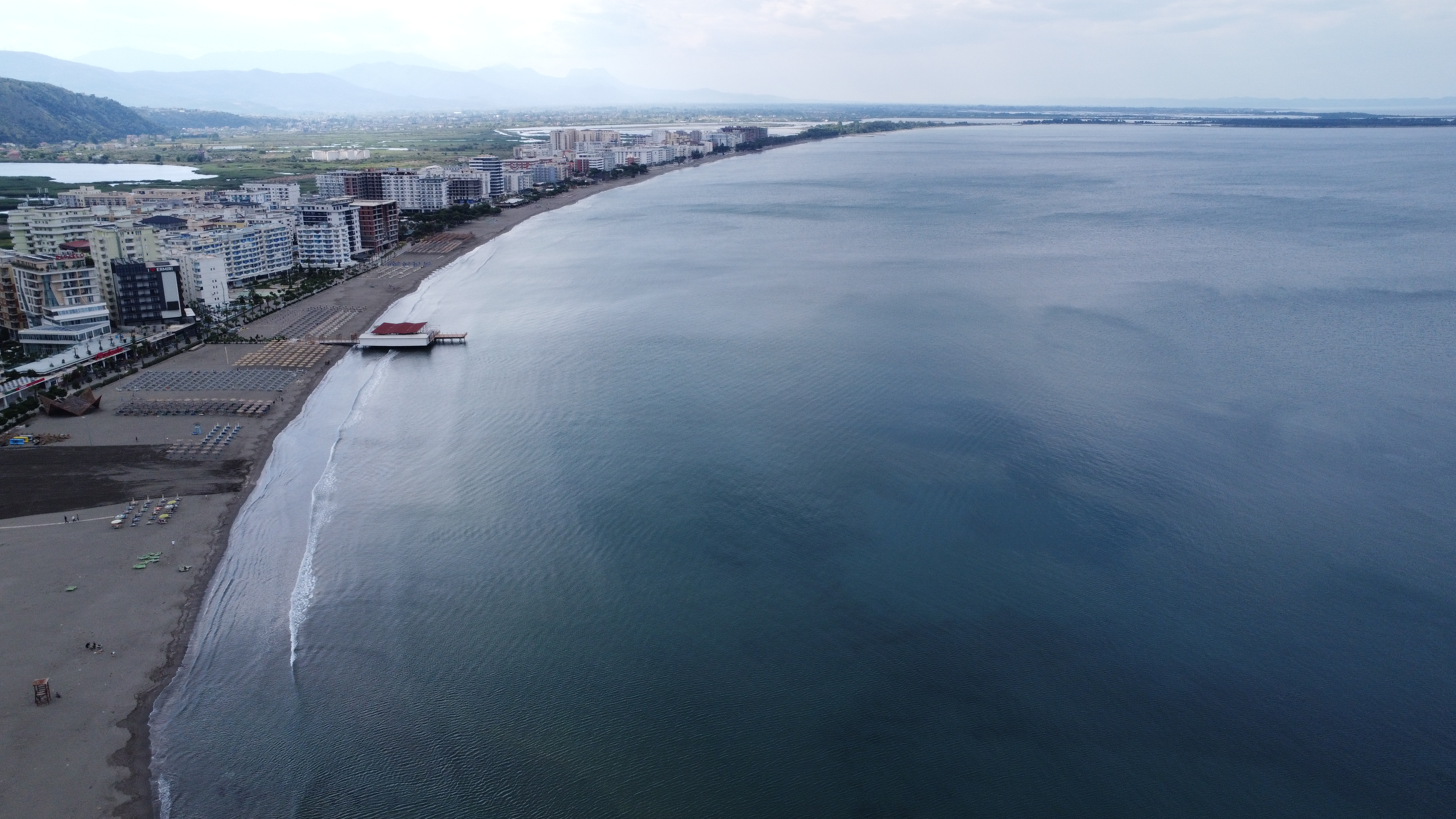
Veduta di San Giovanni di Medua
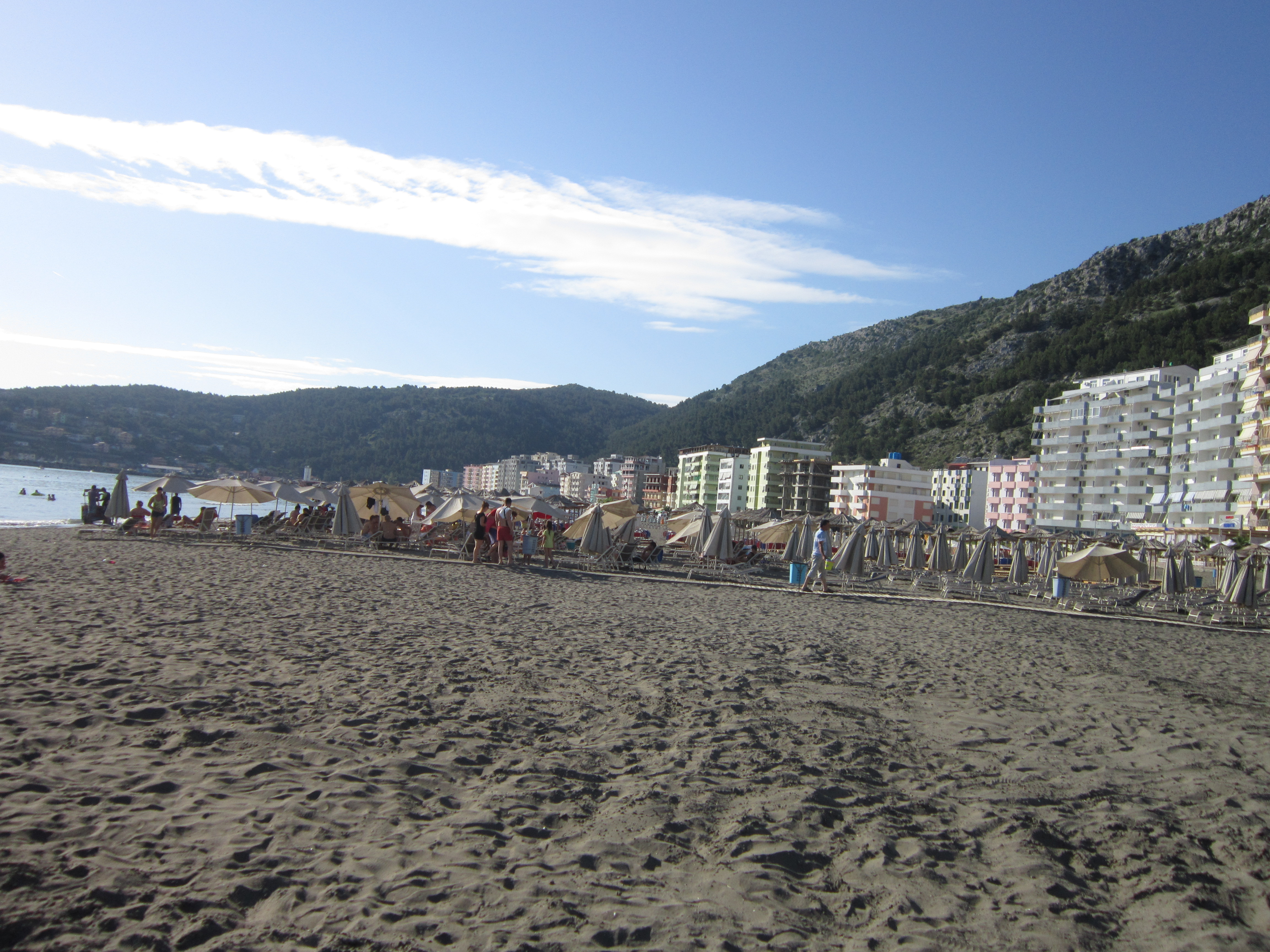
Spiaggia di San Giovanni di Medua
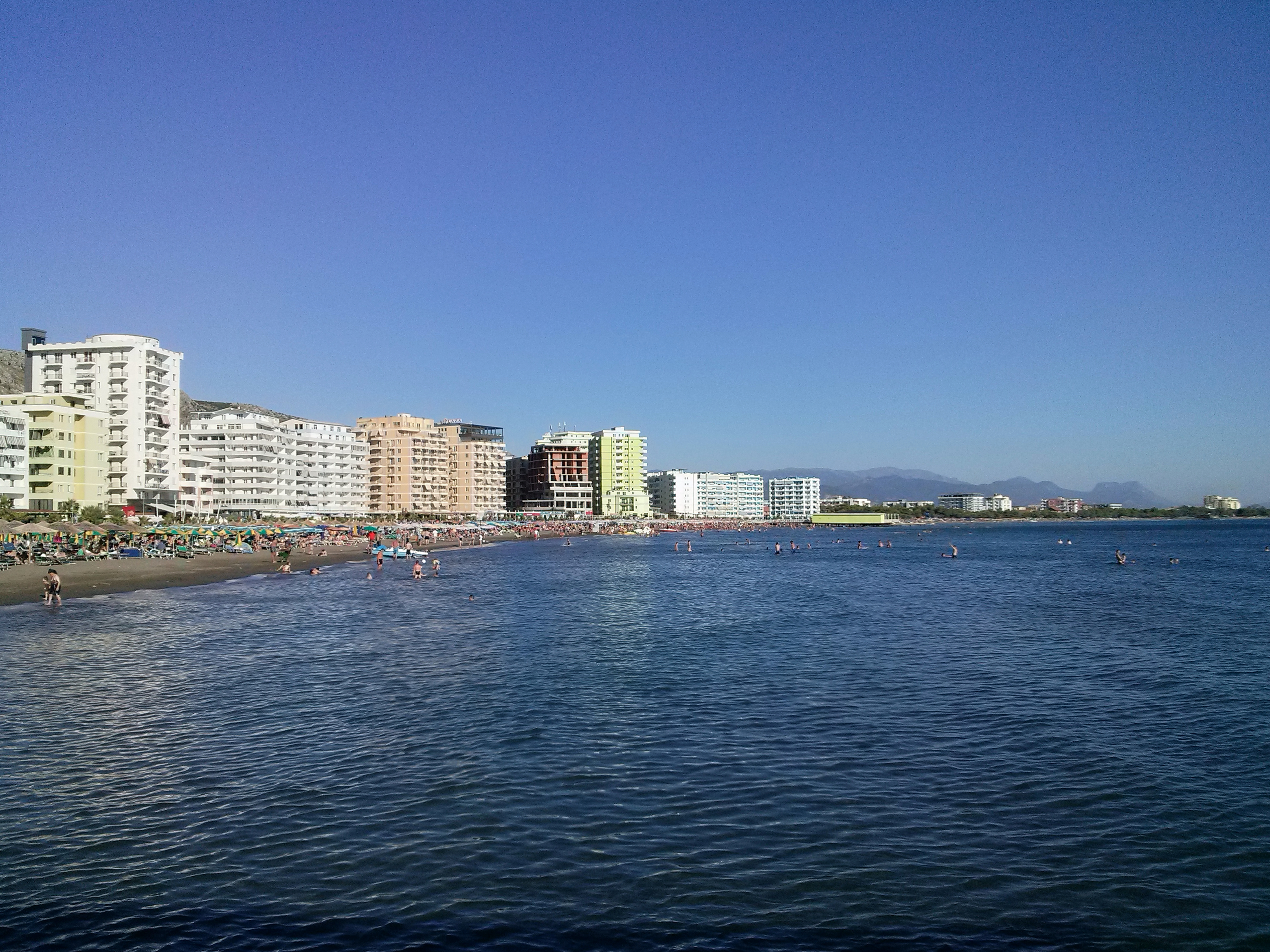
Veduta di San Giovanni di Medua dal mare
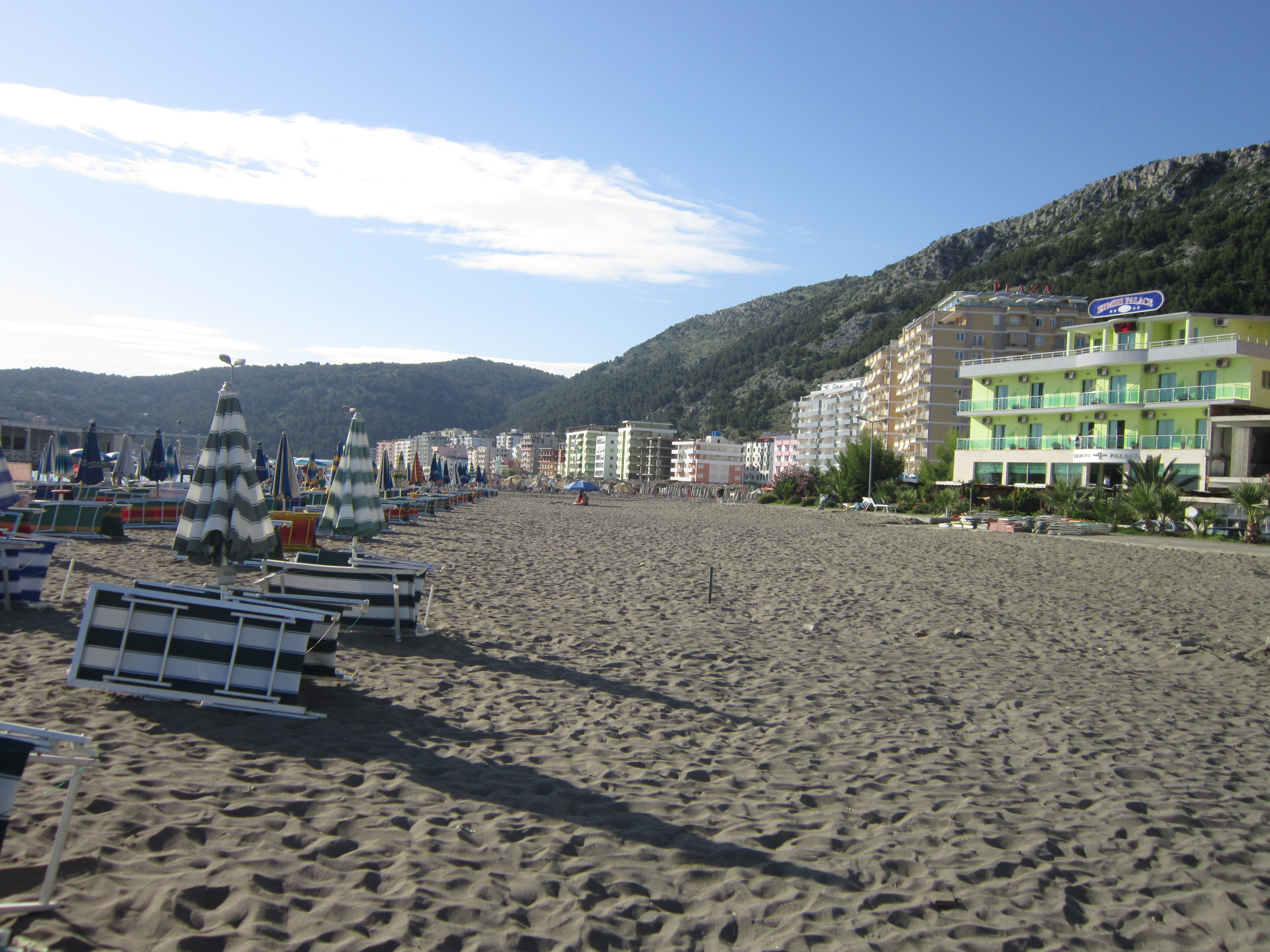
Spiaggia di San Giovanni di Medua
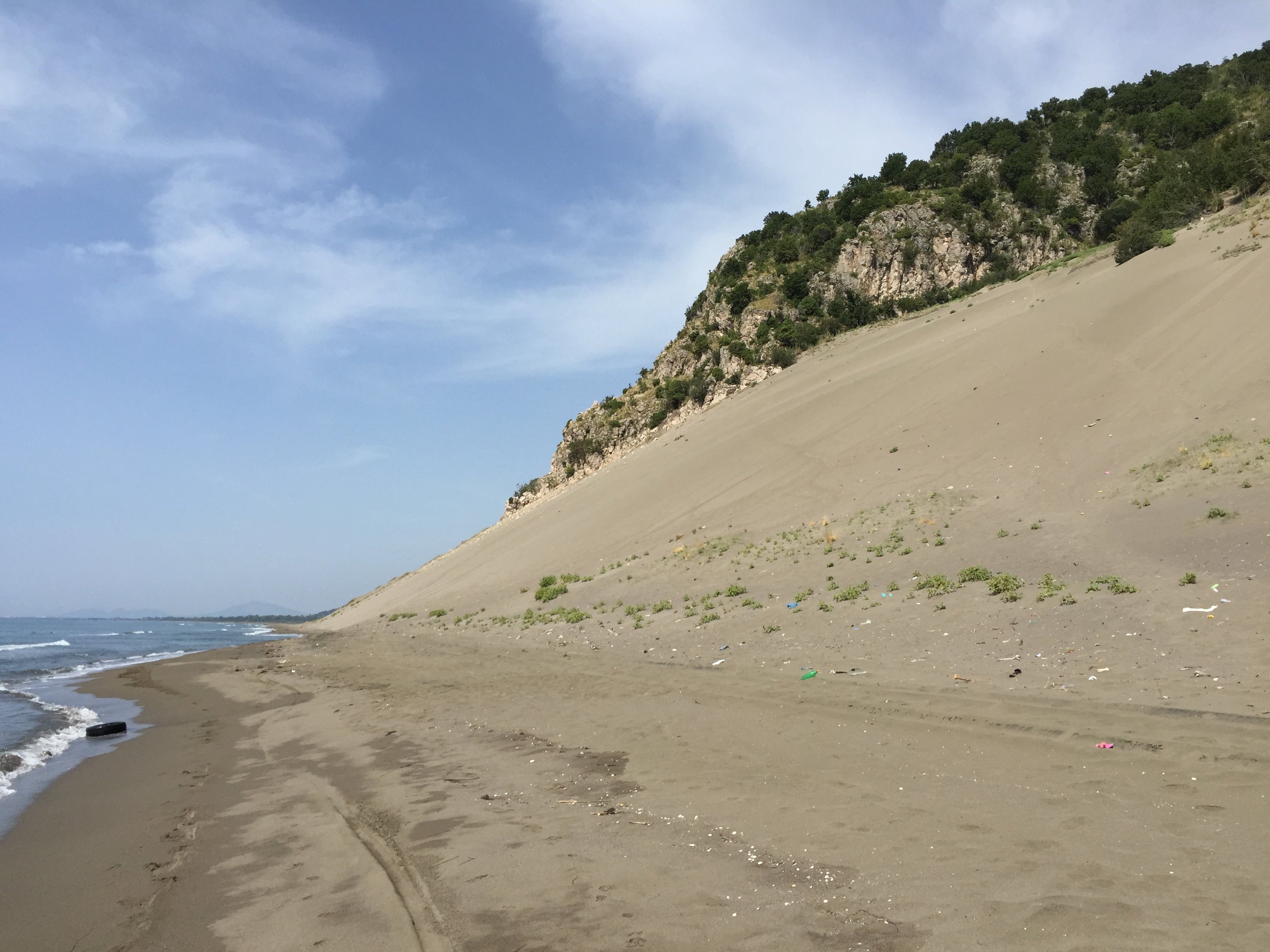
Dune di sabbia Rana ed Hedhun a San Giovanni di Medua
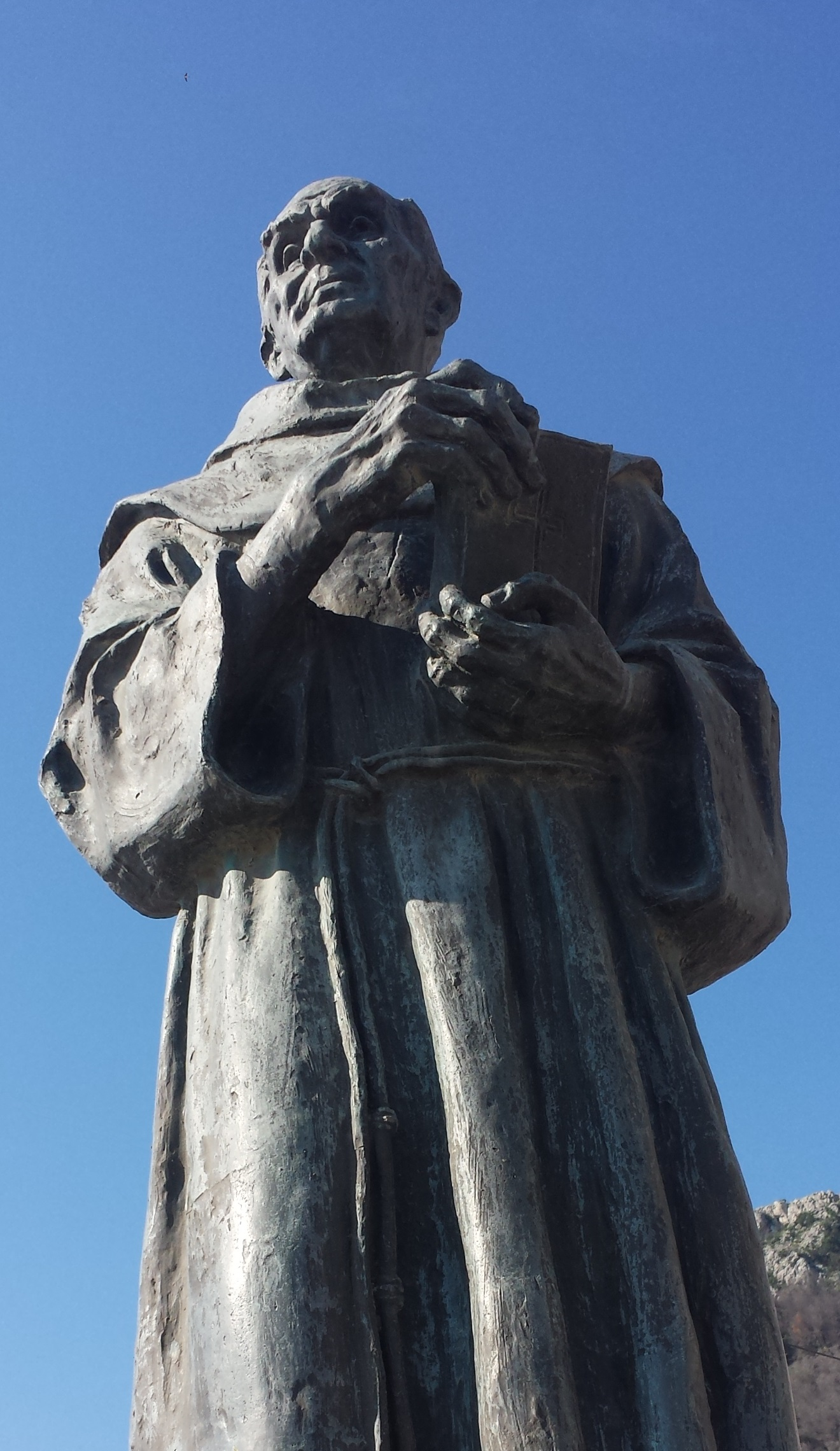
Statua raffigurante Zef Pllumi
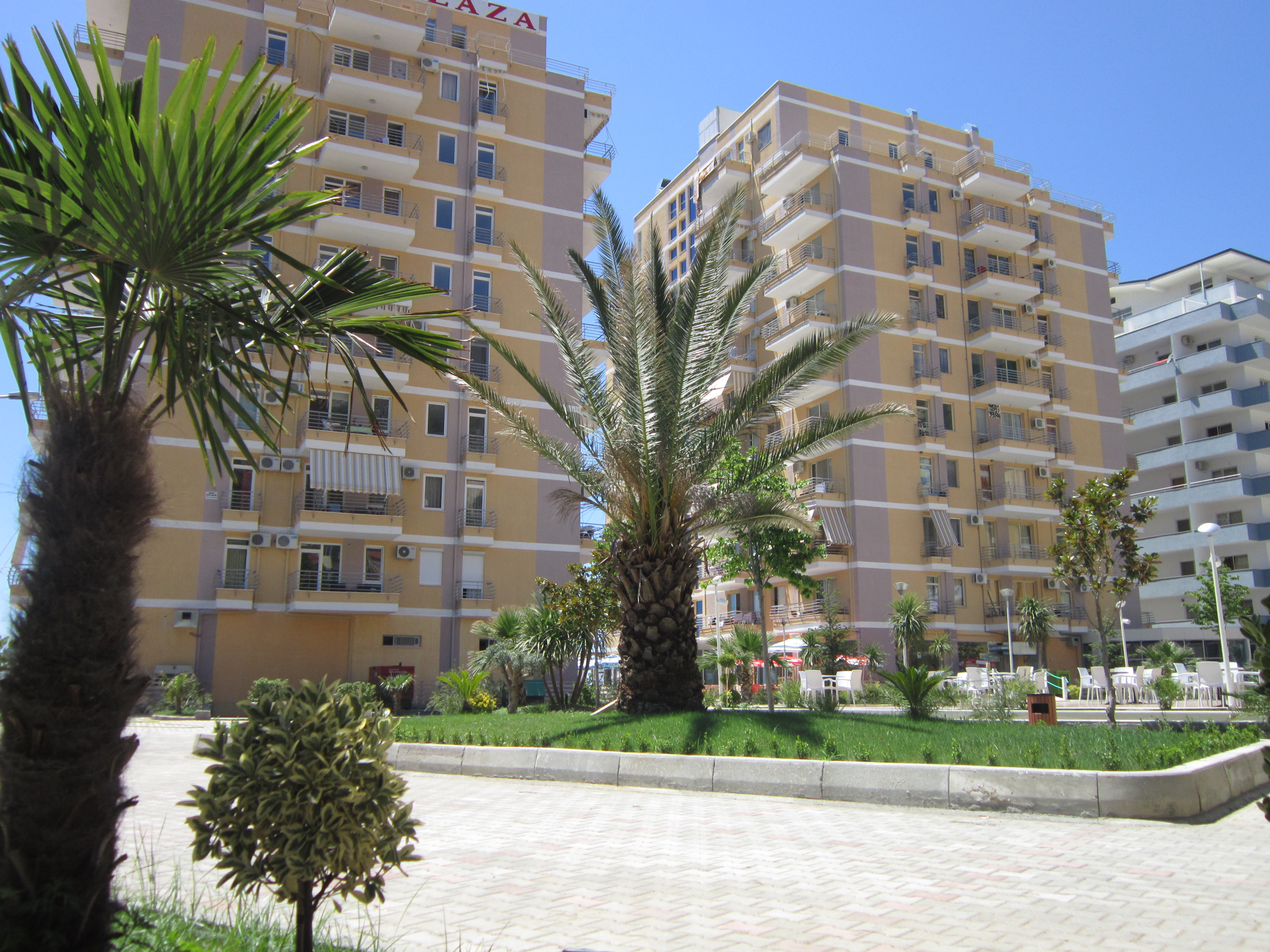
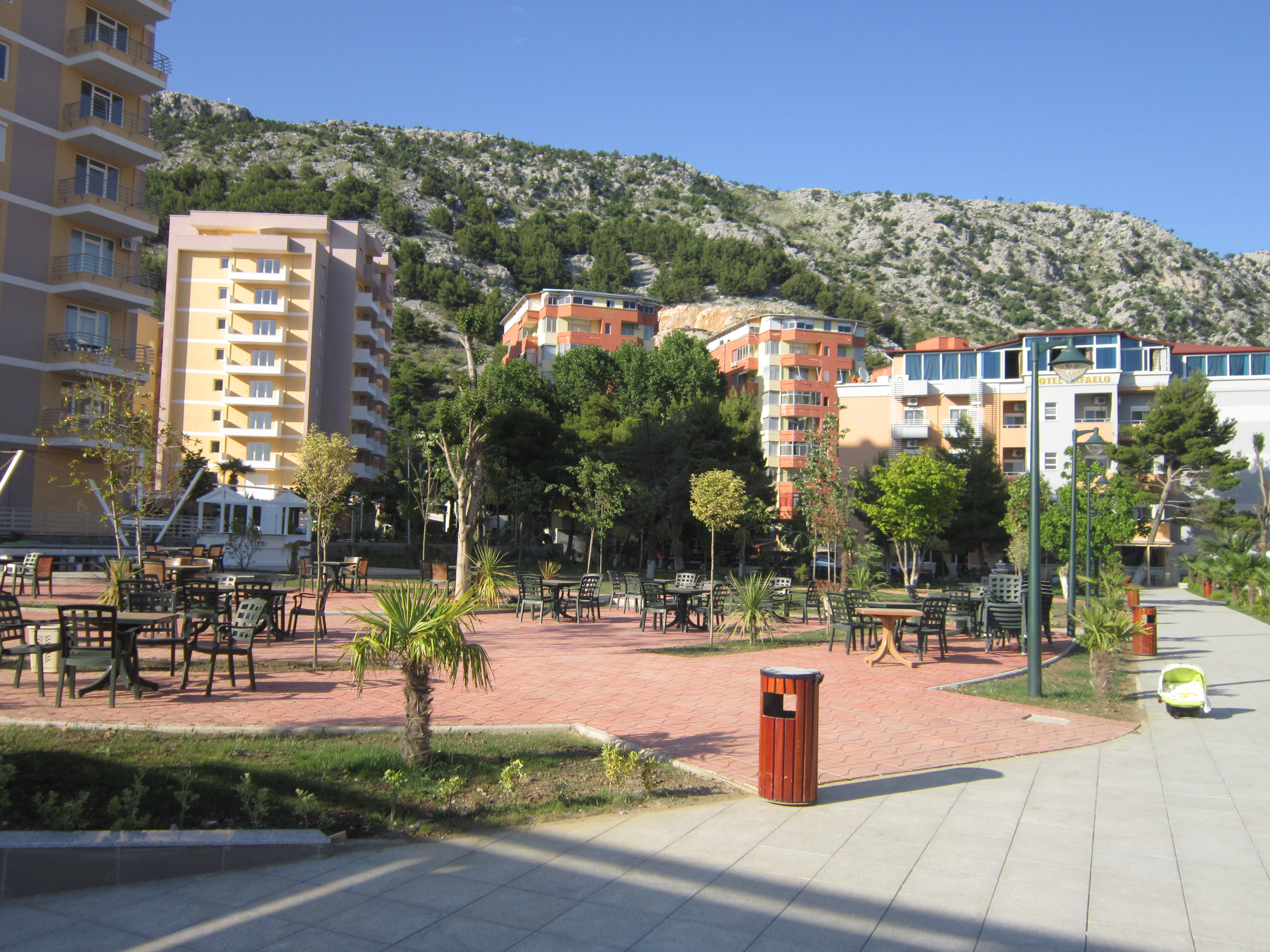